# ایضاً
ایضاً (انگلیسی: Ditto mark) نمادی است که برای جلوگیری از تکرار استفاده می‌شود؛ مثلاً در لیست زیر به جای تکرار عبارت «جناب آقای»، از نماد ایضاً استفاده شده‌است.
مثال:
```
فهرست افرادی که بیش از یک بار در رشته‌های بازیگری اسکار برده‌اند
 به شرح زیر است:
جناب آقای 
دنیل دی-لوئیس

 "    "   
کوین اسپیسی

 "    "   
جک نیکلسون

سرکار خانم 
کاترین هپبورن
```